# Half-Life 2
Half-Life 2, stylisé HλLF-LIFE2 et abrégé en HL2, est un jeu vidéo de tir à la première personne produit par Valve Corporation, sorti le 16 novembre 2004 après un développement prolongé de plus de cinq ans. Il s'agit de la suite du jeu Half-Life sorti en 1998. Situé dans la région de la ville fictive Cité 17 aux alentours de 2020, le jeu permet de suivre à nouveau le scientifique Gordon Freeman dans son environnement dystopique, deux décennies après les évènements du premier volet et une invasion extraterrestre.
Le développement du jeu dure cinq années et débute en juin 1999, six mois après la sortie du premier volet. Le budget est de 40 000 000 $. Le président de Valve, Gabe Newell, ne souhaite pas capitaliser sur le succès du premier volet mais veut redéfinir le genre du jeu de tir à la première personne. Le moteur de jeu utilisé est Source et a été créé spécialement pour le jeu. Il inclut une version remaniée du moteur physique Havok permettant de rendre le monde plus crédible. Cette envie de réalisme s'est également portée vers les personnages qui ont reçu une attention plus approfondie, notamment pour leurs mouvements et leurs expressions faciales. La distribution vocale du jeu est également élargie, avec la présence de plusieurs acteurs et actrices disposant d'une certaine notoriété.
À la suite du succès de Half-Life, il reçut un accueil positif vis-à-vis de la presse spécialisée et récolta 35 prix "Jeux de l'année". Développé à la base pour PC, Half-Life 2 a depuis été porté sur Xbox et, via la compilation Half-Life2: Orange Box, sur Xbox 360, PlayStation 3, MacOS et Linux. En 2008, 6,5 millions d'exemplaires du jeu étaient vendus dans le monde. En tout, les franchises Half-Life, Counter-Strike et Day of Defeat se sont écoulées à plus de 15 millions d'exemplaires.

## Trame

### Univers
Un nombre indéterminé d'années s'est écoulé entre les événements de Half-Life et ceux de Half-Life 2. La période varie entre une et deux décennies.
Peu après les événements de Black Mesa survenus dans Half-Life, le « Cartel », une puissante organisation extraterrestre, a pris le contrôle de la Terre au cours d'une guerre-éclair connue sous le nom de « Guerre des Sept Heures ». Très vite, le Cartel a commencé à adapter et exploiter les ressources de la Terre. Les humains ont été parqués dans des cités comme Cité 17, sous la surveillance étroite de la Protection Civile, une branche ultra-répressive de la milice constituée de soldats transhumains, fruits du croisement entre l'organisme humain et la technologie du Cartel. L'ancien administrateur de Black Mesa, le Docteur Wallace Breen, a été déclaré représentant de l'Humanité. Il la dirige depuis son bureau au sommet de la Citadelle, une gigantesque structure au centre de Cité 17.
Le Cartel ayant utilisé Xen comme portail pour son invasion, toutes les créatures de Xen ont été déportées sur la Terre avec eux. L'espèce dominante de Xen, les Vortigaunts a été réduite en esclavage avant même son apparition sur Terre. Les humains semblent destinés au même sort tandis que les espèces moins évoluées se sont implantées dans l'écosystème terrestre et ont anéanti la majorité de la faune existante. En dehors des Cités, le reste de la Terre est envahie par ces créatures hostiles, avec néanmoins quelques camps de Résistants.
Contrairement à son prédécesseur, Half-Life 2 ne se déroule pas dans un endroit précis. L'architecture de Cité 17 ressemble cependant à celles des villes d'Europe de l'Est. Viktor Antonov, le directeur artistique, qui a passé son enfance en Bulgarie, indique que le choix de l'Europe de l'Est comme décor de fond vient de sa capacité à combiner les architectures anciennes et modernes, permettant de créer une ville avec une histoire. Le décor du jeu montre fréquemment des signes et des graffitis écrits en alphabet cyrillique et en langue bulgare.  Les épaves de voitures rencontrées sont des modèles de fabrication soviétique communs en Europe de l'Est (Moskvitchs, Zaporozhets, Volgas (GAZ-24), Latvias (RAF-2203), ZIL-130s).  L'une des bases de la Résistance s'appelle "New Little Odessa" (Little Odessa étant le surnom d'une communauté russe de Brighton Beach, où de nombreux immigrants d'ex-URSS se sont implantés, sachant qu'Odessa est une grande ville d'Ukraine du littoral). Le « Père Grégori » a un nom très commun dans les pays slaves, et un accent stéréotypé. Il a de plus été identifié comme un prêtre orthodoxe, la religion prédominante de nombreux pays d'Europe de l'Est. L'église de Ravenholm est typique de l'architecture orthodoxe.
De nombreux ennemis d'Half-Life réapparaissent dans ce jeu, comme les crabes de tête et les barnacles. Les ennemis principaux sont, cette fois-ci, les forces du « Cartel ». Contrairement aux créatures de Xen, ces ennemis forment une véritable armée intelligente et organisée constituée de soldats transhumains, de machines biomécaniques et d'armes robotiques. Ils utilisent également les crabes de tête en guise d'arme biologique.

### Personnages et créatures
Comme dans le premier volet, le protagoniste du jeu est Gordon Freeman. Après un monologue du mystérieux G-Man (doublage anglais : Michael Shapiro; doublage français : Stéphane Cornicard), le personnage se trouve dans un train, en direction de la Cité 17, supervisée par le Dr Wallace Breen (doublage anglais : Robert Culp; doublage français : Philippe Monnet), ancien administrateur de Black Mesa devenu le dirigeant de la Terre,.
Gordon Freeman combat la plupart du temps seul, il est parfois assisté par des alliés. La plupart sont des humains membres de la « Résistance » comme Alyx Vance (doublage anglais : Merle Dandridge; doublage français : Caroline Crier), Barney Calhoun (doublage anglais : Michael Shapiro; doublage français : Olivier Deslandes) — héros de l'extension Half-Life: Blue Shift — ou le robot Chien. D'autres membres du groupe rebelle lui apporte leur soutien à leur manière comme le Dr Isaac Kleiner (doublage anglais : Harry S. Robins (en); doublage français : Jérôme Berthoud) et le Dr Eli Vance (doublage anglais : Robert Guillaume; doublage français : Philippe Smolikowski), deux scientifiques ayant survécu à l'accident de Black Mesa, ainsi que le Dr Judith Mossman (doublage anglais : Michelle Forbes; doublage français : Framboise Gommendy) qui assiste ce dernier. Lors de son arrivée à Ravenholm, Gordon Freeman est guidé par le père Grigori (doublage anglais : Jim French (en); doublage français : Emmanuel Bonami) qui l'aide à traverser les rues.
Gordon Freeman est aussi aidé par les Vortigaunts (doublage anglais : Louis Gossett Jr.; doublage français : Tony Beck) et plus tard par les Fourmilions, deux espèces extraterrestres issus de Xen. Les Fourmilions sont des créatures insectoïdes, tandis que les Vortigaunts sont des créatures humanoïdes très évoluées, ennemis connus du premier Half-Life.

Photos d'une partie des membres de la distribution principale.
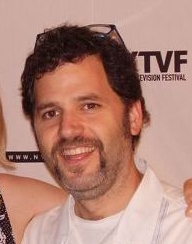
Michael Shapiro (G-Man et Barney Calhoun).
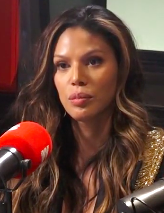
Merle Dandridge (Alyx Vance).
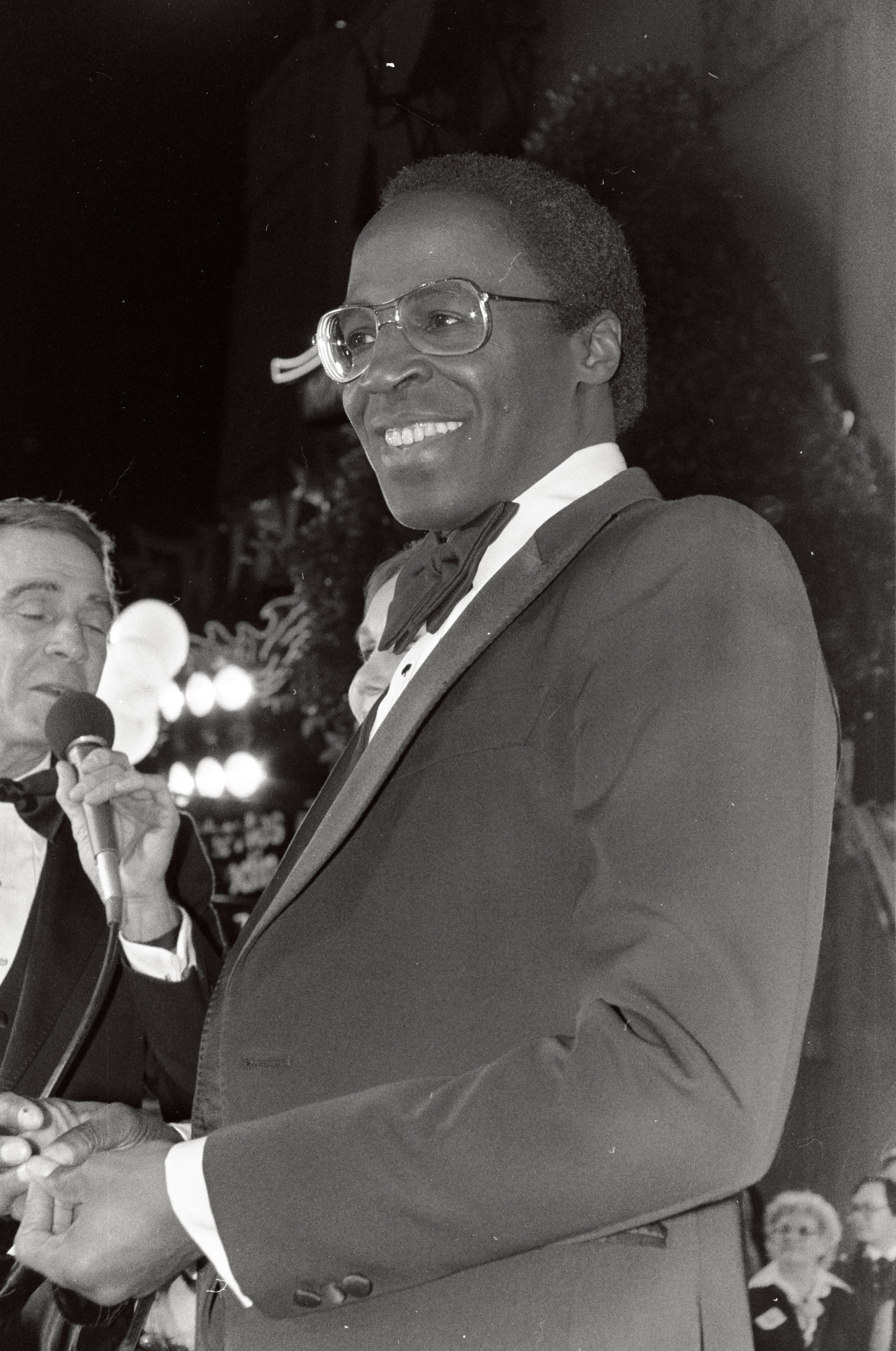
Robert Guillaume (Dr Eli Vance).
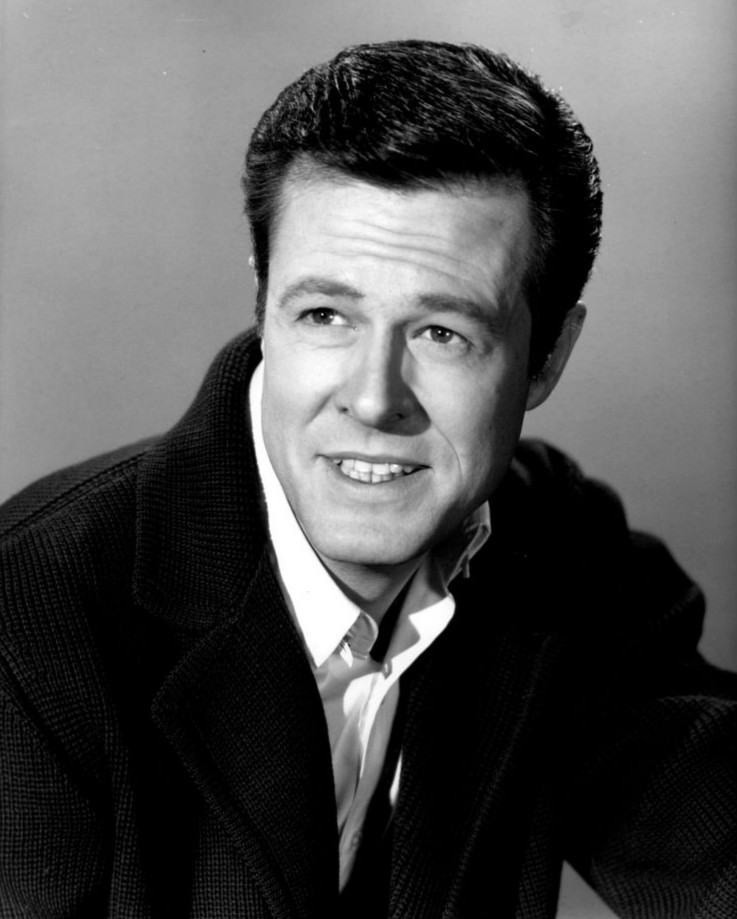
Robert Culp (Dr Wallace Breen).
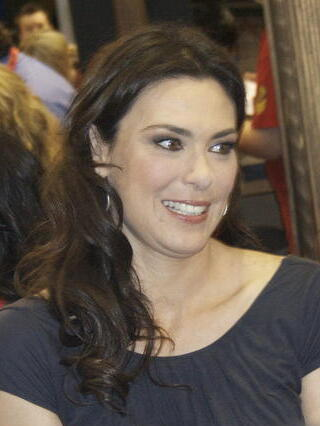
Michelle Forbes (Dr Judith Mossman).
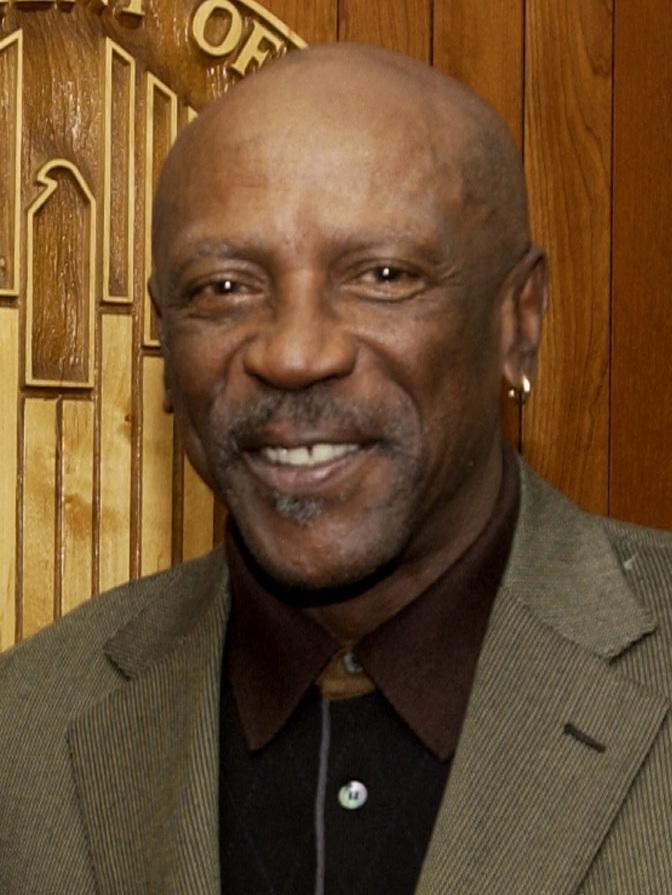
Louis Gossett Jr. (Vortigaunts).

### Scénario
Le jeu est divisé en treize chapitres. Comme dans Half-Life l'action du jeu est ininterrompue, et seuls quelques écrans de chargement permettent de délimiter les niveaux ; le joueur est informé de sa progression dans un nouveau chapitre par un texte informatif qui s'affiche à l'écran après certaines zones de chargement.

La première partie du jeu, du chapitre I à IX, se déroule sur deux jours. Une semaine s'écoule ensuite et la seconde partie s'étend sur une seule journée.

## Système de jeu

### Généralités
Le gameplay d'Half-Life 2 reste assez similaire à celui de son prédécesseur. Ainsi, ce second volet est un jeu de tir à la première personne dans lequel le joueur incarne Gordon Freeman. De nouveau sans voix, il se contente d'observer ce qui se passe autour de lui et d'obéir aux directives de ses alliés. L'action se voit uniquement à travers ses yeux, sans aucune cinématique.
Le joueur évolue dans des niveaux linéaires en éliminant les ennemis sur son passage. Les niveaux sont séparés de manière discrète en sections, chacune étant séparée par un bref temps de chargement. Comme pour Half-Life, le jeu propose de temps en temps des casse-tête basiques, cependant, l'originalité réside dans l'intervention ponctuelle du moteur physique dans la résolution de certains des cas proposés.

### Armes et véhicules
De nombreuses armes mises à disposition dans Half-Life 2 ont été importées d'Half-Life, dont l'emblématique pied-de-biche, le fusil à pompe SPAS-12, le revolver .357 Magnum (qui ressemble à un Colt Python), l'arbalète, la grenade à fragmentation, et le lance-roquettes, auxquels s'ajoute le canon de Gauss ou « Tau Cannon », un fusil à particule expérimental qui est ici monté sur le buggy, ou la mitrailleuse à impulsions, montée sur l'aéroglisseur.
D'autres armes du jeu précédent ont été remplacées. Ainsi, le pistolet H&K USP Match remplace le Glock 17, la mitraillette H&K MP-7 PDW remplace le MP5. Les développeurs ont aussi repris l'idée des mines antipersonnel du premier Half-Life. Dans les nouvelles armes on trouve le fusil à plasma du Cartel, les phéromones qui permettent de contrôler les Fourmilions, et le pistolet antigravité,.
L'utilisation de la physique s'étend aux combats grâce au pistolet antigravité. Cette arme joue un rôle crucial dans le jeu, en permettant de faire léviter objets et ennemis puis de les projeter si besoin est. La presse considère alors que cette fonction permet au joueur de faire preuve d'une créativité sans précédent jusque-là dans l'utilisation de son environnement. Le pistolet antigravité sera modifié au fil du jeu, et permettra même de propulser les ennemis ainsi que certains objets qui ne pouvait pas l'être avant la modification. Le pistolet antigravité inflige alors des dégâts létaux.
Les véhicules jouent aussi un rôle important. Le joueur est amené à conduire deux véhicules : un hydroglisseur avec lequel Gordon navigue dans le réseau de canaux de Cité 17, et un buggy qu'il utilise pour longer le littoral. L'hydroglisseur n'est initialement pas pourvu d'armes, mais se voit équipé un peu plus tard dans le jeu d'un canon. Quant au buggy, il est armé d'un « Tau Cannon » en tout point identique à l'arme du même nom du premier Half-Life.
Afin que le joueur se familiarise rapidement avec les mécanismes du jeu et le maniement des armes, des séquences d'entraînement sont intégrées dans le scénario, en plus d'instructions sur les contrôles du jeu qui s'affichent parfois à l'écran. Mais, contrairement à son prédécesseur, il n'existe plus de niveau d'entraînement distinctement séparé de la campagne solo.
Les armes sont classées en catégories dans l'inventaire et la plupart incluent un tir secondaire.

## Développement

### Une longue attente

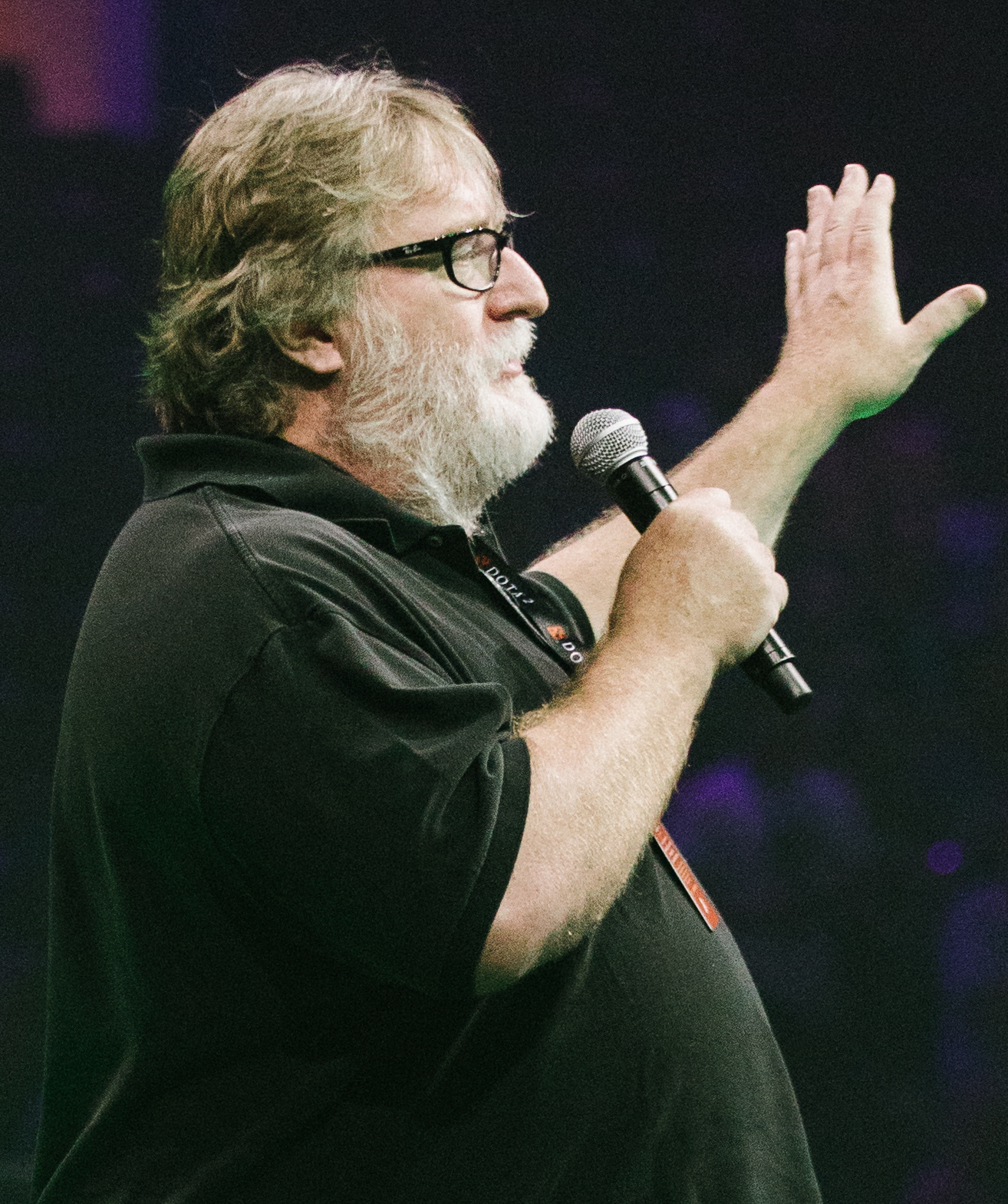
Gabe Newell, président de Valve.

#### Annonce
Valve annonce officiellement Half-Life 2 durant l'E3 2003. Le jeu obtient par ailleurs le Game Critics Awards du Best of Show.

#### Reports et fuite du code source
La date de sortie est initialement fixée au 30 septembre 2003, mais le 23 septembre, elle est finalement repoussée vers la fin de l'année. Ce retard (dont la raison n'est pas communiquée) rend furieux les fans du jeu, certains d'entre eux font d'ailleurs un parallèle avec Team Fortress 2, un autre jeu du studio qui a été annoncé à l'E3 1999 mais qui n'est pas encore sorti. En 2016, Gabe Newell explique pour la première fois la raison de ce report : « Je me sens absolument horrible à propos du fiasco de la date de sortie [...] Je me sens totalement coupable, gêné, honteux et humilié par rapport à ce qu'il s'est passé [...] Nous étions paralysés [...] Nous savions que nous n'allions pas respecter la date promise, et que ça allait être un énorme fiasco ainsi qu'être vraiment embarrassant. Mais nous n'avions pas de nouvelle date à donner aux gens [...] J'ai donc décidé que nous devions rester silencieux »,.
Peu de temps après l'annonce, un hacker pirate les ordinateurs du studio puis décide de publier au compte goutte le code source du jeu sur internet. Début octobre, Gabe Newell explique publiquement sur le forum de Half-Life2.net les difficultés engendrées par cette fuite de code, et demande de l'aide pour retrouver les auteurs de cette attaque. Le 4 octobre, l'entièreté du code source se trouve sur internet. Trois jours plus tard, plusieurs portions du jeu sont jouables dont la démo présentée à l'E3 2003. La version  « fuitée », bien que jouable, inclut des parties du jeu non finalisées, ainsi que de nombreux bugs montrant ainsi les difficultés du développement du jeu qui devait sortir le 30 septembre avant d'être repoussé. Cette exposition soudaine aux yeux du monde entier a été écrasante pour le morale de l'équipe.
En octobre 2003, Valve annonce que le piratage du code source repousse la sortie du jeu au mois d'avril 2004.
En juin 2004, Valve Software annonce dans un communiqué de presse l'arrestation par le FBI d'Axel Gembe, alors suspecté d'avoir participé au piratage.

#### Sortie
Valve, qui n'avait fait aucun communiqué officiel depuis le piratage du code source, annonce en février 2004 que si le jeu atteint sa version finale au mois d'août, il sera dans les bacs des revendeurs en septembre.
Le jeu sort finalement le 16 novembre 2004.
La sortie d’Half-Life 2, repoussée à plusieurs reprises, lui a valu d'être catalogué comme vaporware,. Les innovations technologiques qu'il aurait dû apporter à l'époque sont entre-temps apparues dans d'autres jeux vidéos.

### L'ambition avant tout
Le développement d'Half-Life 2 a duré cinq années et a débuté en juin 1999, soit six mois après la sortie du premier volet. Le président de Valve, Gabe Newell, ne souhaite pas capitaliser sur le succès du premier volet et en faire une suite bâclée, mais plutôt redéfinir le genre du tir à la première personne : « Quelle est la principale chose qui nous motive ? Eh bien, je déteste l'idée que nos jeux puissent faire perdre du temps aux gens. Pourquoi passer quatre ans de votre vie à construire quelque chose qui n'est pas innovant et qui est fondamentalement inutile ? [...] Si Half-Life 2 n'est pas considéré comme le meilleur jeu PC de tous les temps, ça va complètement écraser la plupart des gars de cette équipe. »,.
Initialement, Newell informe les membres de l'équipe qu'ils ont un budget pratiquement illimité, ainsi qu'aucune pression de temps, et qu'« Il n'y aura aucun producteur qui prendra de mauvaises décisions sur ce qui doit se passer sur ce projet [...]La seule pression que nous avons est de construire une suite digne d'Half-Life. »,. Le budget du jeu est de 40 000 000 $.

### Écriture et choix de l'environnement
Scénariste du jeu, Marc Laidlaw est décrit comme l'« Hémoglobine » de l'équipe. Il déclare au sujet de son travail : « Je suis un gars de l'histoire mais ce que je fais est au service du gameplay [...] Je serais parfaitement heureux de travailler sur un jeu qui n'a pas de ligne de dialogue ou de texte. »,. Il approfondit : « C'est comme ce qu'a dit Hitchcock : « Des photos de gens qui parlent ne sont pas un film. ». Nous construisons un jeu avec interactivité et gameplay. Les scènes dramatiques avec les personnages sont importantes, mais elles doivent être au service de l'interactivité et du gameplay. »,. Quant au fait de reprendre Gordon Freeman comme protagoniste : « Nous voulions toujours faire un jeu sur le parcours de Gordon Freeman [...] C'est l'histoire d'un gars qui ne parle pas et qui ne se découvre qu'à travers ce que les autres lui racontent. La grande chose à propos d'Half-Life est que Gordon se déplace avec tout le monde supposant qu'il sait quoi faire. En fait, le joueur n'a aucune idée. »,.
Aidé par le designer Bill Van Buren, Laidlaw décide de créer une relation familiale entre les personnages d'Alyx et d'Eli Vance : « Les personnages dans les jeux n'ont pas vraiment de famille, mais c'est cet élément dramatique de base que tout le monde comprend[...]Je sais, je sais - ce n'est pas ce que vous vous attendez à voir dans un jeu dérivé de Quake et Doom. »,.
Alors qu'Half-Life se déroule uniquement à Black Mesa, Valve souhaite quelque chose de plus épique et globale pour la suite. L'idée de se téléporter de planète en planète a été envisagée, mais a dû être abandonnée car cela rendrait difficile la continuité entre les niveaux. Le directeur artistique Viktor Antonov suggère à l'équipe de placer le jeu dans des zones suburbaines et périphériques autour d'une ville, qui serait inspirée par celles d'Europe de l'Est.

### Des personnages réalistes
Pour ce qui est de l'animation des personnages, le studio a décidé de rendre leurs mouvements plus crédibles. Gabe Newell déclare : « J'ai dit à Ken [Birdwell] que je voulais que les joueurs voient les personnages comme de vraies personnes et arrêtent de les considérer comme des automates ou des robots »,. Ce choix est une réponse à la réaction positive des joueurs par rapport aux personnages du premier volet, malgré leur aspect primitif comme l'explique le développeur Ken Birdwell : « Nous n'avons pas passé beaucoup de temps dessus pour le premier jeu [...] Mais les gens les ont beaucoup anthropomorphisés »,. Afin de concevoir des personnages réalistes, Birdwell collabore avec le Dr Ken Perlin, professeur à l'Université de New York et expert en infographie. Birdwell a également puisé dans les travaux du Dr Paul Ekman, un psychologue qui a notamment travaillé sur les expressions faciales.

### Moteur de jeu
Valve conçoit le moteur de jeu Source spécialement pour Half-Life 2. Celui-ci traite les graphismes, le son et l'intelligence artificielle des différents éléments du jeu. Le moteur Source est compris avec une version modifiée du moteur physique Havok. Le moteur est séparé en modules, il peut donc être facilement mis à jour. Une fois couplé à Steam, il devient facile d'ajouter de nouveaux composants.
Jay Stelly s'est concentré sur l'intégration de la physique dans le nouveau moteur afin de rendre les mondes plus crédibles : 
« Nous voulions faire de la physique pour qu'elle renforce votre présence dans le monde. Si nous le faisions correctement, les joueurs pourraient avoir un impact sur leur environnement et amener le jeu au-delà des contraintes de l'action scénarisée. ». Comme pour l'écriture, la physique du jeu est liée au gameplay comme le rappelle Newell.
L'imagerie à grande gamme dynamique (HDR) a été incorporée par Valve avec le téléchargement de Half-Life 2: Lost Coast, un niveau supplémentaire téléchargeable gratuitement.
De nombreux autres jeux développés par Valve utilisent le moteur Source comme Day of Defeat: Source et Counter-Strike: Source. Une large communauté de moddeurs exploite également le moteur Source.

### Audio

#### Distribution des rôles
Contrairement à son prédécesseur, ce second volet comporte un nombre important de dialogues, ainsi qu'une large distribution qui comprend plusieurs acteurs hollywoodiens,. On trouve ainsi Robert Guillaume dans le rôle du Dr Eli Vance, Michelle Forbes dans celui du Dr Judith Mossman, ou encore Robert Culp dans le rôle du Dr Wallace Breen. Le comédien Robin Williams souhaitait prêter sa voix aux Vortigaunts mais n'a pas pu à cause d'un problème d'emploi du temps. C'est finalement Louis Gossett Jr. qui a la charge d'interpréter tous ces personnages.
Alyx Vance est interprétée par Merle Dandridge, encore méconnue à l'époque. Harry S. Robins (en) reprend son rôle du Dr Isaac Kleiner et est suivi par Michael Shapiro qui reprend quant à lui le rôle de G-Man en plus d'interpréter le rôle de Barney Calhoun.
Vétéran de la radio, Jim French (en) prête sa voix au père Grigori.

#### Bande-son
Toutes les pistes ont été composées par Kelly Bailey d'après à l'oeuvre pour les besoins du premier volet.
L'édition "Gold" du jeu offrait (entre autres) un CD audio contenant pratiquement toute la bande-son du jeu, ainsi que trois pistes bonus.
Les pistes 16, 18 et 42 sont les pistes bonus exclusives au CD audio. Les pistes 44 à 51 sont des pistes du jeu qui n'apparaissent pas dans le CD de musique.
La plupart de ces morceaux ont été renommés et transférés depuis la bande-son d'Half-Life ; les noms entre parenthèses sont ceux des titres originaux. Les pistes 32, 34, 41 et 42 sont des remixs.

### Exclusivité Steam
Moyennant paiement, Half-Life 2 est disponible en intégralité sur la plate-forme de téléchargement Steam développée par Valve. Steam permet à ses clients d'acheter des jeux et d'autres programmes immédiatement depuis leur développeur et de les télécharger directement sur leur ordinateur aussi bien que les mises à jour qui les accompagnent. L'application peut ensuite être gravée avec n'importe quel graveur de CD ou de DVD.
Acheté depuis Steam ou non, toutes les personnes désireuses de jouer à Half-Life 2 doivent avoir installé Steam sur leur ordinateur et ouvert un compte valide dessus. Ce système rend plus difficile la contrefaçon des jeux et contribue à limiter efficacement les moyens de tricher en mode multijoueur. Steam sert également à améliorer l'organisation des parties multijoueur grâce à son système de recherche de serveur intégré et à la possibilité de créer sa propre liste d'amis.
Les programmes achetés sur Steam par un client peuvent être téléchargés depuis n'importe quel ordinateur sur lequel il s'est connecté, mais l'utilisateur ne peut en lancer qu'un en même temps.
Le passage obligatoire par Steam a alors déclenché une polémique importante. La nécessité d'avoir une connexion Internet pour pouvoir installer le jeu, la longueur des temps de téléchargement, des mises à jour impertinentes et le système de vérification ont été critiqués,.

### Conflit entre distributeurs
Le 20 septembre 2004, le public apprend sur GameSpot la bataille juridique entre Vivendi Universal Games et Valve Software à propos de la distribution de Half-Life 2 dans les cybercafés. Ce point est important sur le marché asiatique, car à l'exception de la Corée du Sud et de Taïwan, les connexions Internet à large bande passante n'y sont pas encore implantées à grande échelle. Les cybercafés sont donc populaires pour jouer aux jeux en réseau.
Selon Vivendi Universal Games, le contrat de distribution signé avec Valve inclut les cybercafés. Cela signifie que seul Vivendi Universal Games peut vendre le jeu aux cybercafés, et non Valve.
Le 29 novembre 2004, le juge Thomas S. Zilly de la cour fédérale des États-Unis, du district de Seattle, interdit à Sierra, Vivendi Universal Games ou tout autre filiale, de distribuer (directement ou indirectement) les jeux de Valve aux cybercafés, conformément à l'accord d'édition en vigueur. De plus, le juge Zilly statue en la faveur de Valve et concède que le dommage peut être rétroactifs ; seul Valve a le droit de distribuer ses jeux aux cybercafés.
Le 29 avril 2005, les deux parties annoncent qu'un accord a été trouvé.
Le 31 août, Vivendi Universal Games cessera de distribuer toutes les versions emballées au détail des jeux Valve.

### Contenu coupé
Au cours de son long développement, de nombreux éléments d'Half-Life 2 ont été partiellement ou complètement supprimés.
De nombreux ennemis envisagés n'ont pas été implémentés dans le jeu. Un ennemi qui apparaît sur les premières images du jeu est l'Hydre, une créature bleue gélatineuse et fluorescente dont la physique et les algorithmes de mouvement ont été analysés pendant six mois. Cependant, au fur et à mesure de sa programmation, les développeurs ont trouvé que, si l'hydre était idéale lorsqu'il s'agissait d'attaquer des personnages non-joueurs, elle n'était pas amusante à combattre directement, et ont finalement décidé de la supprimer.
Également, le roi Fourmilion devait être un ennemi encore plus grand que le Strider situé dans les souterrains du repaire des fourmilions. Cependant, à mesure du développement de la partie supérieure du niveau, les espaces souterrains se sont réduits, ne laissant plus de place pour le roi.
Un autre ennemi fut supprimé, le Cremator. Les "zombies rapides" devaient être différents, moins « glauques ». Les stalkers ont été modifiés, car ils étaient trop agressifs et leur apparence ne convenait pas à l'univers du jeu. De même pour les soldats du Cartel, le modèle ressemblant trop à un personnage de Warhammer 40,000. Ils furent supprimés.
Gordon Freeman, le protagoniste, devait se battre aux côtés d'un personnage ressemblant à Odessa Cubbage, mais sous un nom différent et dans un lieu différent. Il devait aussi rencontrer un certain « Colonel Vance », qui a ensuite fusionné avec Eli pour devenir le Docteur Eli Vance. Enfin, le chemin que devait suivre le joueur est singulièrement différent de celui de la version finale.
Parmi les armes supprimées, l'OICW et deux modèles différents du pistolet antigravité : trois armes que l'on pouvait apercevoir sur des vidéos de l'E3, lesquelles montraient également un passage par la suite coupé de Ravenholm (nommé alors « Traptown »). Freeman devait également utiliser un fusil de précision, arme finalement remplacée par l'arbalète. Du côté des véhicules, le jeu prévoyait pouvoir conduire une motomarine.

## Distribution
Le 26 août 2004, une portion d'1 GB d'Half-Life 2 était partiellement disponible en pré-téléchargement sur Steam. Les joueurs pouvaient donc commencer à télécharger les fichiers cryptés du jeu sur leur ordinateur avant sa sortie.
À la date de sortie, les joueurs avaient la possibilité d'acheter le jeu depuis Steam, débloquant ainsi les fichiers sur leurs disques durs et jouer au jeu immédiatement, sans avoir à attendre le téléchargement complet du jeu. La période de pré-téléchargement dura plusieurs semaines, avec des parties du jeu rendues successivement disponibles, pour s'assurer que tous les joueurs aient bien eu la possibilité de télécharger le contenu du jeu avant que celui-ci ne sorte.
La sortie générale d'Half-Life 2 s'est faite simultanément sur Steam, CD, et DVD à travers plusieurs éditions. Les éditions en magasin étant distribué par Vivendi et celle sur Steam étant gérées par Valve, les contenus et les prix furent variables.
Sur Steam, la version « Bronze » inclut uniquement Half-Life 2 et Counter-Strike: Source. Les éditions « Silver » et « Gold » incluent Half-Life: Source et Day of Defeat: Source ainsi que le droit de télécharger tous les précédents jeux de Valve depuis Steam. L'édition collector ajoute plusieurs produits dérivés comme un t-shirt, le guide officiel du jeu ou encore un CD contenant la bande-son du jeu. Steam est dans tous les cas obligatoire pour jouer.
Dans les versions boîtes, deux éditions étaient proposés : une édition équivalente à la version « Bronze » et une version collector, uniquement disponible à partir du 10 décembre 2004, qui contenait en plus Half-Life: Source, un t-shirt et un livret d'astuces.
En septembre 2005, Electronic Arts distribue l'édition Game of the Year d'Half-Life 2 incluant Counter Strike: Source et Half-Life: Source.

### Partenariat avec ATI
À compter d'octobre 2003, les cartes graphiques du fabricant ATI étaient livrées avec un coupon sur lequel était inscrit une clé pour Half-Life 2, en guise d'offre groupée. Il n'y avait alors plus qu'à l'enregistrer sur Steam pour pouvoir télécharger le jeu.
Alors que la sortie d'Half-Life 2 était repoussée, ATI et Valve décidèrent de permettre aux joueurs possédant ces coupons d'accéder au « Valve Premier Pack » qui contenait Half Life et ses mods (Counter Strike, Team Fortress Classic, Deathmatch Classic, Opposing Force et Ricochet). Finalement, le jeu sorti un an plus tard et le coupon permit d'accéder à l'équivalent du pack « Bronze ».
Une version démo fut ensuite disponible en décembre 2004 sur le site internet d'ATI. La démo contient une partie du premier niveau du jeu, et une partie du chapitre « Ravenholm ».
Le 22 décembre 2005, Valve sort une version 64 bits du moteur Source qui tire profit du processeur AMD64 tournant sur la version 64 bits de Windows. Cette mise à jour, délivrée via Steam, permet à Half-Life 2 et aux autres jeux utilisant le moteur Source de fonctionner avec les processeurs 64 bits sans passer par l'émulateur 32 bits de Windows. Devant assurer de meilleures performances, plusieurs utilisateurs ont pourtant déplorés d'importants problèmes,.

## Accueil

### Accueil critique
La réception en termes de critiques, de récompenses et de ventes a été positive,,. En 2008, 6,5 millions de copies d’Half-Life 2 ont été vendues dans le monde. La presse a globalement reçu positivement Half-Life 2 et a rarement été noté par la presse spécialisée en dessous de 90 % de la note maximale. Half-Life 2 tient une note moyenne de 96 % sur Metacritic, un score identique à Half-Life, l'une des notes les plus élevées décernées jusque là à un jeu PC.
Half-Life 2 devient l'un des cinq titres à recevoir d'Edge un 10/10,.
La presse française se montre enthousiaste : le magazine Joystick décerne une note de 8/10, le jeu obtient 18/20 sur Jeuxvideo.com, 95 % sur PC Jeux et 9/10 sur Gamekult,.
Le jeu n'est toutefois pas exempt de critiques. Les critiques regrettent en général que l'histoire ne soit « pas vraiment développée et encore moins clairement explicitée ».
La passivité de Gordon Freeman face aux évènements agaça de nombreux joueurs, ainsi que la presse spécialisée,. Gamekult développe ce point : « l'expérience vécue par le héros est plus celle d'un fugitif, soucieux de sauver sa peau et sans réelle influence sur le déroulement des événements, que celle du héros de la résistance qu'on cherche à nous vendre en début et fin d'aventure. ». L'intelligence artificielle est remise en cause,,. Jeuxvideo.com souligne des chargements « intempestifs qui surviennent très fréquemment ». En annexe, l'activation obligatoire du jeu via Internet et l'absence de manuel ont aussi été déplorés.
La fin d'Half-Life 2 rappelle celle du premier opus et divise tout autant l'avis des joueurs. Les joueurs trouvent que des questions laissées en suspens dans Half-Life ne trouvent pas de réponses dans sa suite, tandis que de nombreuses interrogations apparaissent.

### Récompenses
Half-Life 2 a reçu 35 récompenses « Jeu de l'année », incluant l'Overall Game of the Year d'IGN, le GameSpot's Award for Best Shooter, le GameSpot's Reader's Choice, le PC Game of the Year Award, le Game of the Year de l'Academy of Interactive Arts and Sciences.
Half-Life 2 est décerné « meilleur jeu » par les Game Developers Choice Awards, avec diverses récompenses pour la technologie du jeu, les personnages et l'histoire.
Le jeu a également gagné six prix aux BAFTA Games Awards 2004, soit plus que n'importe quel autre jeu, incluant celui du « meilleur jeu » et celui du « meilleur jeu en ligne et multijoueur ».
Lors de la cérémonie des Video Game Awards 2012, Half-Life 2 s'est vu décerner le titre de meilleur jeu de la décennie à la suite d'un vote en ligne d'une semaine sur le site anglophone Entertainment Weekly.

## Postérité

### Lost Coast
Après la sortie d'Half-Life 2, Valve Corporation sort Lost Coast, un niveau supplémentaire disponible gratuitement  qui prend place durant le chapitre « Autoroute 17 ». Il permet surtout de présenter le support technologie HDR du moteur Source.

### Trilogie épisodique inachevée
En 2005, le studio annonce une extension scénarisée appelée Aftermath. En février 2006, Gabe Newell annonce que l'extension est renommée Half-Life 2: Episode One. En mai, il est annonce qu'il s'agit du premier volet d'une trilogie, le troisième volet étant prévu pour Noël 2007.
Le 1er juin 2006, sort Half-Life 2: Episode One, dont l'histoire reprend exactement là où celle d'Half-Life 2 s'arrête.
Le 10 octobre 2007 sort Half-Life 2: Episode Two dans le pack Orange Box qui contient également Half-Life 2, Half-Life 2: Episode One, Team Fortress 2 et Portal.
Longtemps repoussé, le troisième volet est déclaré « Vaporware » par le site américain Wired en 2011.
Selon Gabe Newell, ces deux premiers épisodes feraient en quelque sorte office d’Half-Life 3, indiquant qu'un titre plus correct pour Episode One aurait été Half-Life 3: Episode One. L'intérêt d'un système de vente par épisodes serait d'éviter ainsi aux fans d'attendre six ans supplémentaires pour avoir une suite.

### Modsnon officiels
Après la mise à disposition par Valve du Source SDK, un kit de développement très complet, de nombreux mods amateurs ont commencé à être développés par la communauté Half-Life 2.
Tous les mods ne s'inspirent pas forcément de l'univers d'Half-life : GoldenEye: Source envisage une refonte complète du jeu de la Nintendo 64 GoldenEye 007 tandis que Resident Evil: Twilight se base sur la série des Resident Evil.
Certains mods s'éloignent du principe de jeu de tir à la première personne comme Garry's Mod, Empires ou encore Eternal Silence.
Le mod Black Mesa a pour but de recréer l'univers du premier opus avec le moteur graphique du second tandis que Wilson Chronicles permet de jouer un nouveau personnage à Black Mesa sous le moteur du Source Engine.

### Multijoueur
À sa sortie, aucun mode multijoueur n'était inclus dans Half-Life 2. Cependant, le jeu était associé avec Counter-Strike: Source, une adaptation du mod multijoueur d’Half-Life.
À partir du 30 novembre 2004 sort Half-Life 2: Deathmatch, la version officielle du multijoueur. Elle paraît en même temps que le kit de développement complet du jeu, en téléchargement gratuit pour tous ceux en possession d’Half-Life 2.
Bien que la version Xbox ne comprenne aucun mode multijoueur, Valve a déclaré que les prochains ports d’Half-Life 2 pour la PlayStation 3 et la Xbox 360 incluront Team Fortress 2, en plus de Episode One et Episode Two.

### Portages
Le 15 novembre 2005, une version Xbox publiée par Electronic Arts est sortie . Bien que la réception soit bonne,, les critiques ont souligné l'absence de mode multijoueur et des problèmes de frame rate ; les notes du jeu sont donc légèrement inférieures à son homologue PC.
Le 13 juillet 2006, lors de la conférence d'été d'Electronic Arts, Gabe Newell annonce qu'Half-Life 2 sera adapté sur les consoles de nouvelle génération, la PlayStation 3 et la Xbox 360. Ce pack, nommé The Orange Box, est sorti en octobre 2007 sur PC et Xbox 360 et le 17 janvier 2008 sur PS3. Il inclut Half-Life 2, Episode One, Episode Two, Team Fortress 2, et Portal. Half-Life 2 est ensuite sorti au printemps 2010, sur Mac OS X pour les ordinateurs munis d'un processeur Intel, en même temps que le portage de Steam, avec d'autres titres. Avec la récente disponibilité de Steam sur Linux, Half-Life 2 sort sur cette plateforme en mai 2013.
Une version Android a été publiée par Nvidia Lightspeed Studios sur Nvidia Shield Portable, Shield Android TV et sur tablette Shield.

### Produits dérivés
Le succès de la série a abouti à la création de plusieurs produits dérivés comme des peluches, des posters, des vêtements et des tapis de souris.
Prima Games a publié deux guides pour Half-Life 2. Le premier est le guide de jeu officiel. Le second, intitulé Half-Life 2: Raising the Bar est un livre hommage sur la série incluant des interviews de l'équipe de développement, un historique de la genèse de la série et des discussions sur l'univers Half-Life, le tout illustré par des centaines de dessins.